# Kraljev Vrh (Jakovlje)
 Kraljev Vrh  falu és község Horvátországban Zágráb megyében. Közigazgatásilag Jakovlje községhez tartozik.

## Fekvése
Zágrábtól 15 km-re északnyugatra, községközpontjától 2 km-re keletre, a Medvednica-hegység északnyugati lejtőin, a megye északi határán fekszik.

## Története
A mai plébániatemplom helyén az egyházlátogatás szerint már 1669-ben kápolna állt. A plébániát 1789-ben alapították. A mai plébániatemplomot 1879-ben építették. A község első iskolája 1842-ben a plébánia kezdeményezésére és költségén itt épült fel. Első tanítója Georgio Hervoj kántortanító volt és összesen 46 diák járt ide a környező Strmac, Pile, Slatine, Igrišće és Jakovlje településekről. Az 1880-as földrengésben az épület súlyosan megrongálódott. A falu birtokosa, plébánosa és a község összefogásával felépítették az új iskolát, melyben 1884-ben megindulhatott a tanítás. 1903-ban az új iskolát már Jakovljén építették fel, mivel a régi épület a megnövekedett diákszámhoz már kicsinek bizonyult.
A falunak 1857-ben 320, 1910-ben 615 lakosa volt. Trianon előtt Zágráb vármegye Zágrábi járásához tartozott. 2011-ben 620 lakosa volt.

## Lakosság
| Lakosság változása | Lakosság változása | Lakosság változása | Lakosság változása | Lakosság változása | Lakosság változása | Lakosság változása | Lakosság változása | Lakosság változása | Lakosság változása | Lakosság változása | Lakosság változása | Lakosság változása | Lakosság változása | Lakosság változása | Lakosság változása |
| ------------------ | ------------------ | ------------------ | ------------------ | ------------------ | ------------------ | ------------------ | ------------------ | ------------------ | ------------------ | ------------------ | ------------------ | ------------------ | ------------------ | ------------------ | ------------------ |
| 1857               | 1869               | 1880               | 1890               | 1900               | 1910               | 1921               | 1931               | 1948               | 1953               | 1961               | 1971               | 1981               | 1991               | 2001               | 2011               |
| 320                | 395                | 449                | 520                | 588                | 615                | 661                | 726                | 873                | 831                | 731                | 634                | 611                | 621                | 661                | 620                |

## Nevezetességei
A Szent Háromkirályok tiszteletére szentelt plébániatemploma 1879-ben épült.

## Külső hivatkozások
Jakovlje község hivatalos oldala